# Burhave
Das Nordseebad Burhave ist ein Ortsteil der Gemeinde Butjadingen, Landkreis Wesermarsch, Niedersachsen, Deutschland. Mit mehr als 2000 Einwohnern ist Burhave der größte Ort der Gemeinde und Sitz der Gemeindeverwaltung.

## Geografie
Burhave liegt in Butjadingen an der Nordseeküste, ca. 15 Kilometer nordwestlich der Wesermündung, inmitten Marschlandes. Früher befand sich an der Küste ein Sandstrand, der jedoch im Laufe der Zeit immer mehr verschlickte. Als Grund werden Veränderungen der Strömungsverhältnisse durch die künstliche Vertiefung der Außenweser vermutet.

## Geschichte

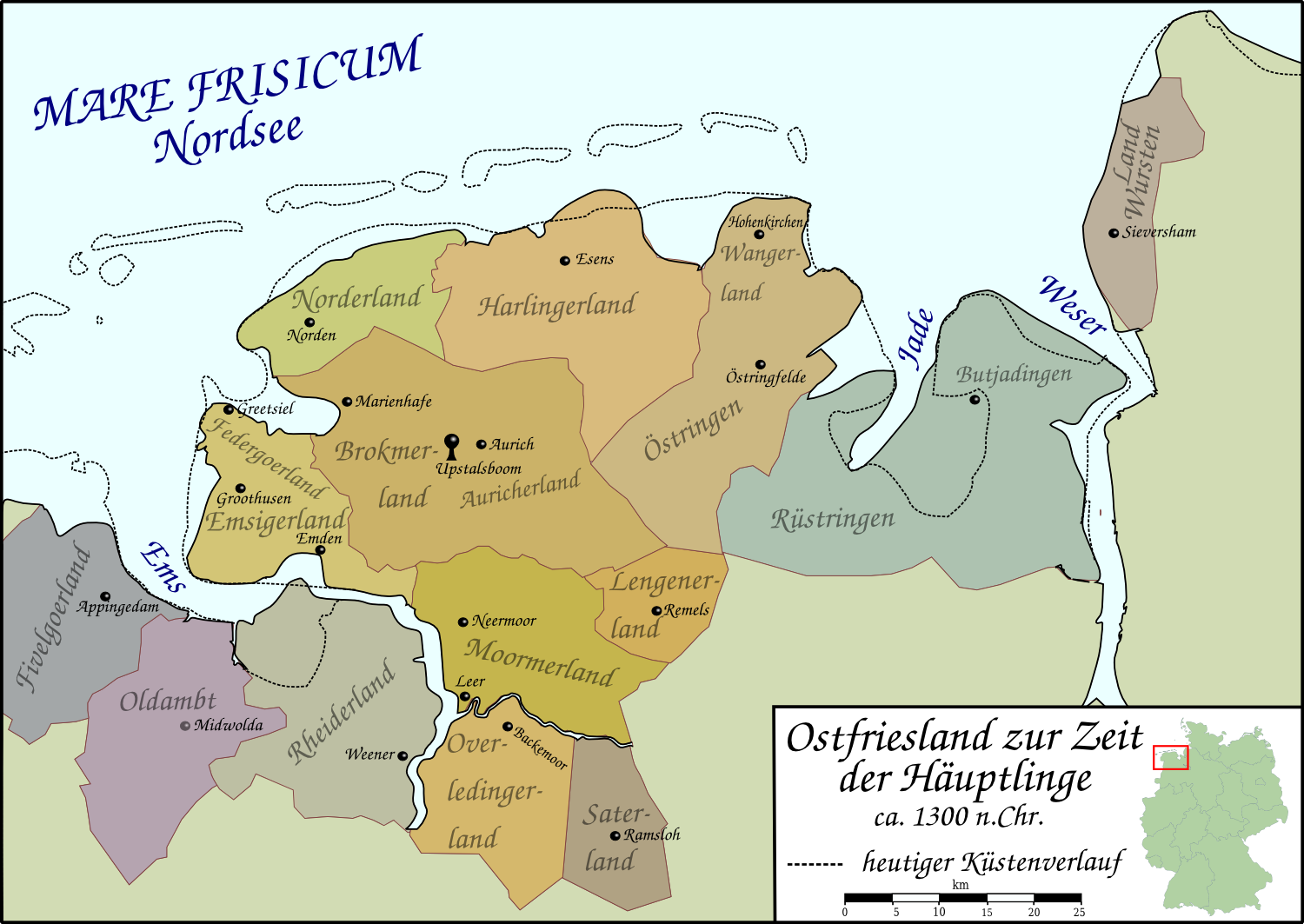
Ostfriesland zur Zeit des Häuptlingswesens

Der Name leitet sich möglicherweise von dem germanischen Wort buri (Siedlung, Wohnsitz, Gehöft) und von dem friesischen Wort hove oder have (Kirchendorf) ab. Burhave bedeutet also so viel wie „Kirchensiedlung“. Möglicherweise hängt die Namensgebung mit dem ehemaligen Ortsbild Burhaves zusammen, denn vor 400 Jahren bildete eine aus dem 11. Jahrhundert stammende Wehrkirche den Ortskern. Alle Höfe waren rings um die auf einer hohen Wurt stehenden Kirche angeordnet.
Bire/Byre, wie Burhave früher hieß, war schon im Mittelalter ein zentraler Ort in Butjadingen. Während sich der Ort in früheren Zeiten mehr im Landesinneren der Halbinsel Butjadingen befand, wurde er im Laufe der Zeit durch die Verschiebung der Küstenlinie zum Küstenort.
Im Jahre 1334 wurde in Burhave der erste Markt abgehalten. Die entsprechenden Konzessionen wurden später von den Herrschern in Bremen und Oldenburg erneuert. Der Ort hatte nur geringe Bedeutung, bis der Hafen von Langwarden um 1700 wegen zunehmender Verschlickung geschlossen werden musste. Die Herrscher von Bremen und Oldenburg waren an einem Zugang zum Meer interessiert, was die Bauernfreistaaten verhinderten. Die Folge war, dass sich in Butjadingen das Häuptlingswesen etablierte. Die Auseinandersetzungen erreichten den Höhepunkt 1419, als die Burhaver ihre Kirche (die heutige St.-Petri-Kirche) durch Bollwerke und Gräben zur sichersten Verteidigungsanlage im Land ausbauten. Die Verteidigungsanlage musste unter dem Ansturm der Bremer aufgegeben werden, wobei ihr Turm und die aufgebauten Befestigungsanlagen zerstört wurden. Nach dem Zwischenfall von 1419 schaffte man das Häuptlingswesen wieder ab und ersetzte es durch lokal gewählte „Ratgeber“, die das Volk anführten.
Im Jahre 1509 unterwarfen verbündete Truppen aus Oldenburg, Braunschweig und Verbündete die Freistaaten Butjadingen und Stadland endgültig, wobei die entscheidenden Schlachten bei der Hartwarder Landwehr bei Rodenkirchen und in der Burmeide bei Langwarden geschlagen wurden. 1667 wurde die Herrschaft der Oldenburger schließlich durch das dänische Königshaus abgelöst, welchem das Erbe an dem Land zukam.
Um 1800 kursierte in der nördlichen Wesermarsch das kalte Fieber, eine Form der Malaria, an dem viele Menschen – auch in Burhave – starben. Die durchschnittliche Lebenserwartung sank auf unter 30 Jahre. Das Fieber konnte durch verbesserte Entwässerung erfolgreich bekämpft werden. Während der Napoleonischen Kriege war Butjadingen von 1810 bis 1813 französisch besetzt. Während dieser Zeit beuteten die Besatzer die Bevölkerung durch hohe Steuern und Fronarbeiten aus.
Die ersten Straßen in Butjadingen wurden von der Bevölkerung ab den 1830er Jahren gefordert. 1853 wurde die erste mit Klinkern befestigte Straße zwischen dem Fischerdorf Fedderwardersiel und Burhave fertiggestellt. 1861 war die Straße zwischen Oldenburg und Burhave durchgehend befahrbar. 1865 wurden in Burhave zum ersten Mal oldenburgische Landdragoner als staatliche Polizei stationiert.
Im Jahre 1933 wurden Eckwarden, Langwarden, Stollhamm, Tossens und Waddens in die Gemeinde Burhave eingegliedert. Diese wurde im Jahr 1936 amtlich in Butjadingen umbenannt. Als diese Gemeinde im Jahr 1948 aufgelöst wurde, erhielt Burhave seine Selbständigkeit zurück. Seit dem 1. März 1974 gehört es zur neuen Gemeinde Butjadingen.

## Kirchen

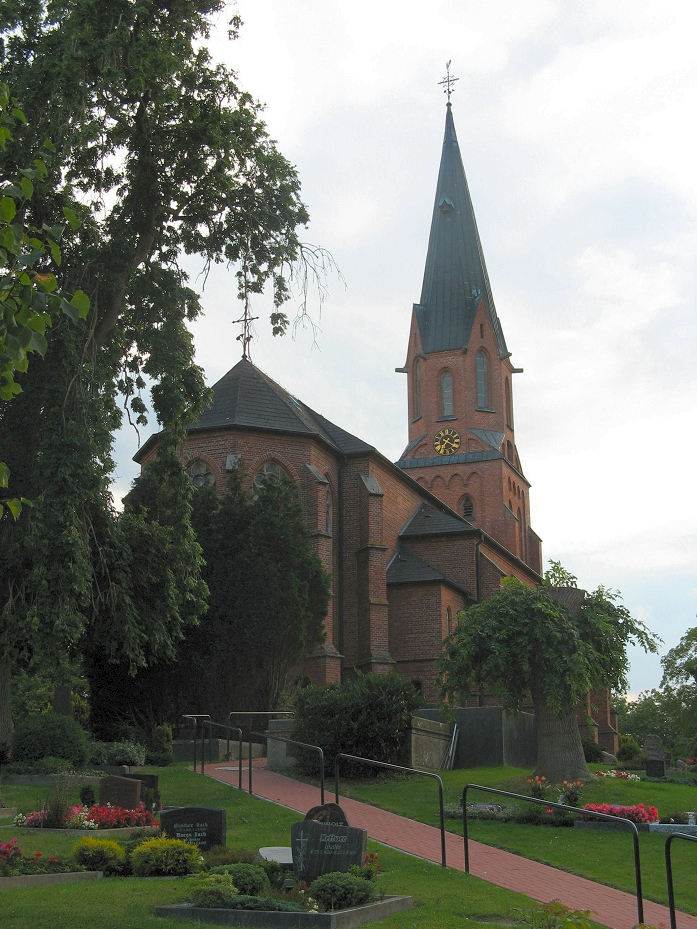
St.-Petri-Kirche

Die St.-Petri-Kirche mit Platz für über 600 Personen wurde nach Entwurf des Osnabrücker Architekten Franz Xaver Lütz 1878–1880 im neugotischen Stil als Ersatz für einen drei Jahre zuvor abgerissenen, aus dem 14. Jahrhundert stammenden Vorgängerbau am selben Ort errichtet. Bei ihrem Bau wurde etliches Material des Vorgängerbaus wiederverwendet, so auch dessen Grabplatten, alte Steine und das vorhandene Holz, ein Taufstein aus dem 12. Jahrhundert und die aus dem Jahre 1451 stammende Marienglocke.
Katholische Herz-Mariä-Kirche:
Die Kirche ist ein umgebautes Schulhaus von etwa 1880, das 1955 als Kirche eingeweiht wurde.

## Wirtschaft und Verkehr
Der stärkste Wirtschaftszweig ist der Tourismus. Der Ort verfügt über eine Postagentur mit Bankdienstleistungen und zwei Banken, einige kleinere Geschäfte und zwei große Supermärkte.
Burhave ist über die zur Weserfähre von Nordenham-Blexen nach Bremerhaven führende Landstraße 868 an das überregionale Straßennetz angebunden.

## Kultur, Freizeit und Sport
Nordseebad
Der eine Gesamtfläche von 1,8 Hektar umfassende lagunenartige Meerwasserbadesee bietet die Möglichkeit unabhängig von den Gezeiten zu baden. Direkt hinter dem Meerwasserbadesee befindet sich der Wattensteg, eine 200 Meter lange Seebrücke, die ins Wattenmeer hineinragt.
Spielscheune

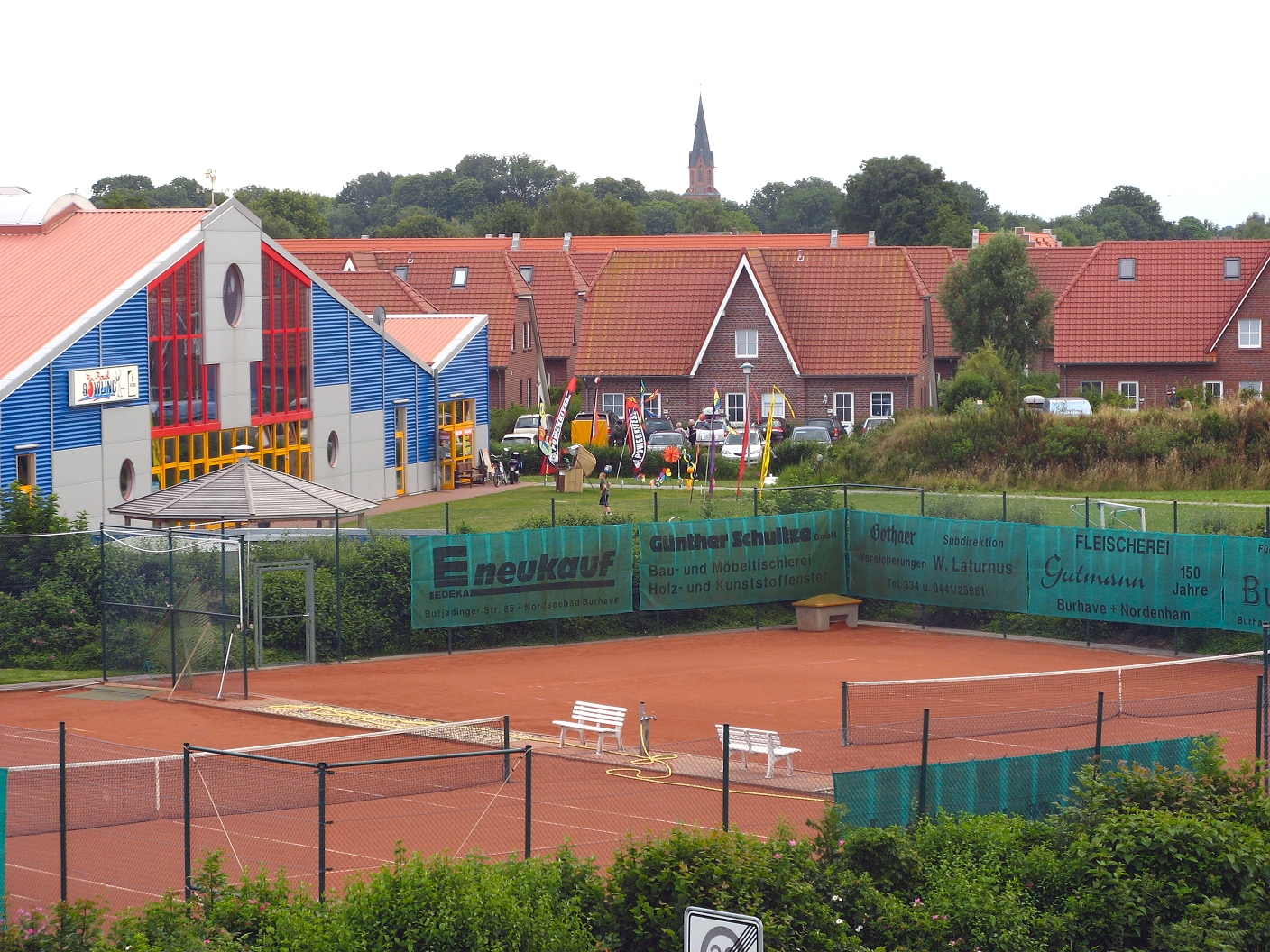
Spielscheune und Sportanlagen

In der 3.000 m³ großen und ganzjährig geöffneten Freizeiteinrichtung Spielscheune, deren Bau in Strandnähe von der Europäischen Gemeinschaft gefördert wurde, ist unter anderem die Touristeninformation der Gemeinde untergebracht.
Sport

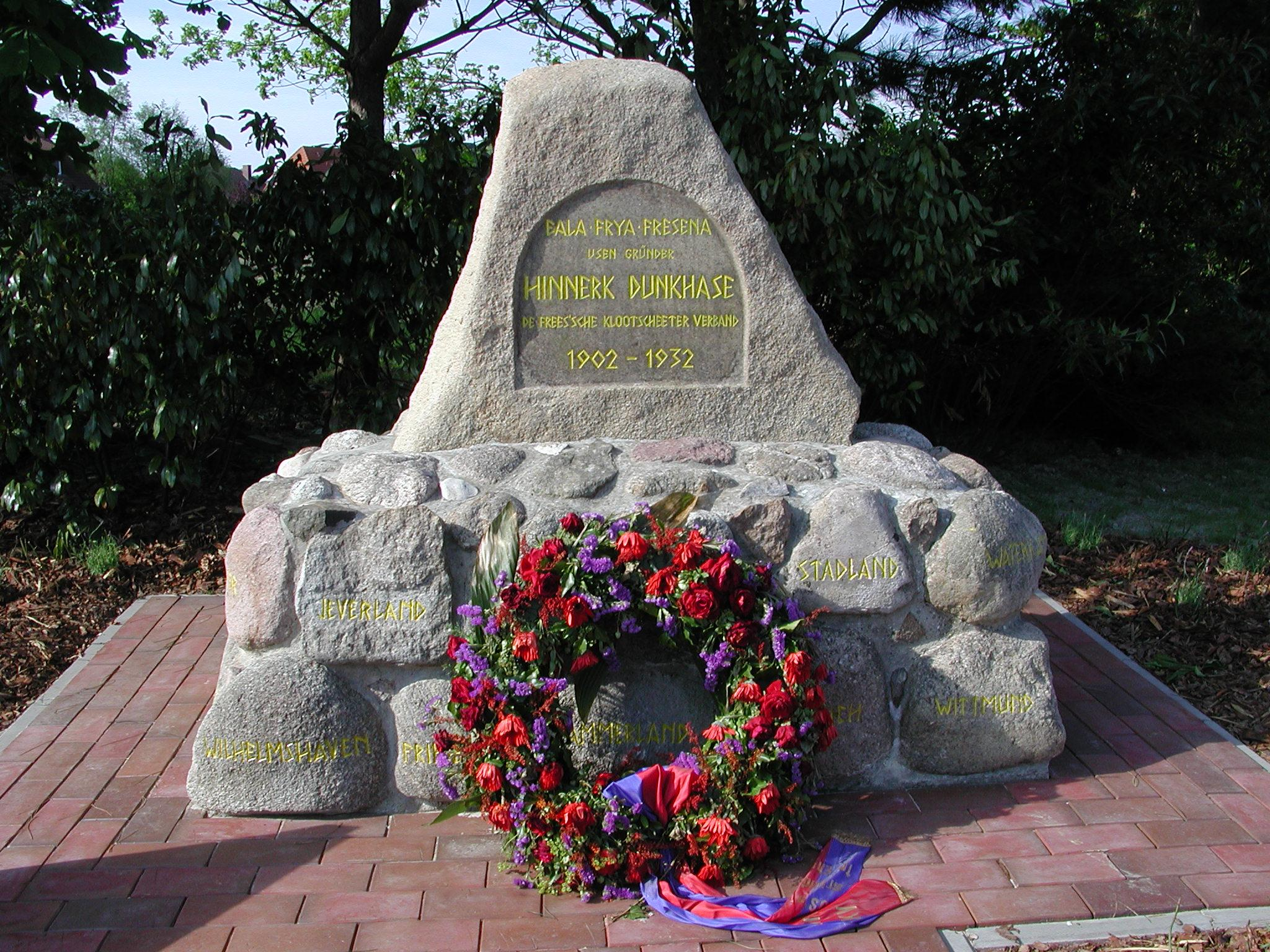
Denkmal für Hinrich (Hinnerk) Dunkhase in Burhave

Der von Hinrich Dunkhase (1857–1905) in Burhave angeregte Zusammenschluss der Oldenburgischen und Ostfriesischen Klootschießer zum Friesischen Klootschießerverband (FKV) erfolgte am 25. Mai 1902. Dunkhase war bis zu seinem Tod dessen Vorsitzender. Der Verband ist heute Dachorganisation von über 40.000 Klootschießern und Boßlern. An Hinrich Dunkhase erinnert heute noch ein Denkmal in Burhave. 2002 fanden in Burhave die Weltmeisterschaften im Klootschießen statt.

## Persönlichkeiten
- Anton Hering (um 1550–1610), Jurist und oldenburgischer Beamter
- Heinrich Friedrich Georg Mein (1799–1864), Apotheker
- Oskar Drees (1889–1968), Pädagoge, Sportfunktionär, Politiker (SPD) und Mitglied der Bremischen Bürgerschaft.
- Hinrich Dunkhase (1857–1905), Pionier der Molkereiwirtschaft, verdienstvoller Klootschießer im Friesensport.
- Wilhelm Jacobs (1883–1966), Lehrer, Politiker (SPD)
- Ludwig Kaufmann (1884–1980), Direktor der Deutschen Linoleum-Werke
- Wolfram Bäumer (1959–2017), Eisenbahningenieur und -journalist, Museumsbahnfachmann